# فرشته‌ماهی‌های چنگی
فرشته‌ماهی‌های چنگی (نام علمی: Genicanthus) نام یک سرده از خانواده فرشته‌ماهیان است.